# 平川裕成
平川 裕成（ひらかわ ひろあき、1979年6月29日 - ）は、日本の俳優。所属事務所はアンセム。旧芸名は平川 博晶 ひらかわ ひろあき

## 人物・来歴
宮崎県出身。身長178cm。趣味は乗馬、旅、映画鑑賞、観劇。特技は水泳、ダンス、トロンボーン、料理、英会話。
2022年1月30日に芸名を「平川裕成」に改名。

## 出演

### テレビドラマ
- 年下の男 第1話（TBS　2003年)
- 海猿（フジテレビ　2005年）
- 猟奇的な彼女 第9話（TBS　2008年）
- シロクマ園長 命の事件簿2（テレビ東京　2008年） - 刑事 役
- 非婚同盟 第2部（フジテレビ　2009年）
- 一休さん（フジテレビ　2012年） - 旅人 役
- 女三代 如月法律事務所2〜もう一つの真実〜（テレビ東京　2013年） - 編集長 役
- 一休さん2（フジテレビ　2013年） - 町人 役
- 多摩南署たたき上げ刑事・近松丙吉11 〜雨に迷う死者〜（テレビ東京　2013年） - 服部 警察官 役
- POWER GAME〜パワーゲーム〜 第7話、第8話（NHK BSプレミアム　2013年） - 記者 役
- サザエさん4（フジテレビ　2013年） - 若いサラリーマン 役
- 西村京太郎トラベルミステリー61 越後・会津殺人ルート〜必ず相席する女!?　（テレビ朝日　2014年） - 黒木 役
- 検事・霞夕子6〜不能犯〜（フジテレビ　2014年） - 市川雄太 役
- 黒服物語 第6話（テレビ朝日　2014年） - 渡辺 役
- 銭の戦争 第6話、第10話、最終話（第11話）（フジテレビ　2015年） - 梢の部下 役
- 東京撫子 Episode13 〜お兄ちゃん〜（テレビ東京　2015年） - サトシ 役
- 刑事7人 第3話（テレビ朝日　2015年） - 川崎洋一 役
- 相棒 season14 第8話「最終回の奇跡」（テレビ朝日　2015年） - 木下学 役
- お迎えデス。 最終話（日本テレビ　2016年） - 警備員 役
- 大貧乏 第1話（フジテレビ　2017年）
- 突然ですが、明日結婚します 第6話〜第9話（最終話）（フジテレビ　2017年） - 宮園 役
- 櫻子さんの足下には死体が埋まっている　第4話 （フジテレビ　2017年） - 捜査員 役
- 警視庁ゼロ係〜生活安全課なんでも相談室〜SECOND SEASON　第5話 （テレビ東京　2017年） - 田宮学 役
- 世にも奇妙な物語'17秋の特別編 ｢運命探知機｣ （フジテレビ　2017年） - 監視の男 役
- ヘッドハンター (テレビドラマ)   第1話（テレビ東京   2018年） - マルヨシ社員 役
- 仮面ライダービルド  第46話（テレビ朝日  2018年） - レポーター 役
- ハゲタカ (テレビドラマ)  第8話（最終回）（テレビ朝日  2018年） - 記者 役
- 西郷どん (NHK大河ドラマ)  第38回 （NHK 2018年） - 士官 役
- 報道スクープSP 激動！世紀の大事件Ⅵ～平成衝撃事件簿の真相～鬼怒川決壊 (フジテレビ 2019年) - 松下保也 機長 役
- ボイス 110緊急指令室 第9話 （日本テレビ  2019年） - 警察官 役
- 蝶の力学 第2話 （WOWOW  2019年） - ニュース番組 記者 役
- TOKYO VICE（WOWOW  2022年4月24日 -  ） -  新聞記者 役
- 特捜9 第11話  (テレビ朝日  2022年)  - 出版社社員 役
- 相棒 season21 第15話「薔薇と髭と菫たち」（テレビ朝日  2023年）- 「薔薇と髭と...。」従業員・ミキ 役
- TOKYO VICE season2（WOWOW  2024年4月6日 - ） -  新聞記者 役
- 英雄たちの選択  第325回（NHK-BS 2024年）- 「抵抗するは我にあり ～室町幕府最後の将軍 足利義昭～」  足利義昭 役
- 相棒 season23 第6話「薔薇と髭の夜明け」 （テレビ朝日  2024年）- 「薔薇と髭と...。」従業員・ミキ 役
- 問題物件  第6話 （フジテレビ  2025年）-  信者役

### ウェブドラマ
- 仮面ライダーアマゾンズ 第9話（Amazonプライム・ビデオ　2016年） - 石井 役

### 映画
- クライマーズ・ハイ（2008年） - 新聞記者 役
- 三十九枚の年賀状（2008年）
- 252 生存者あり（2008年）
- 箱入り息子の恋（2013年）
- ネオン蝶（2013年） - 松嶋翔 役
- ネオン蝶 第三幕（2013年） - 松嶋翔 役
- ネオン蝶 第四幕（2013年） - 松嶋翔 役
- アンダーフェイス（2014年）
- ブラック・フィルム（2015年） - 雑誌副編集長 岡本 役
- レクイエム2 （2017年） - 犬童守夫 役
- 報復～かえし～   (2017年) - 井上 刑事 役
- 衿まき女～闇のアサシン～  （2018年） - 沢木研二 役
- 東京喰種 トーキョーグール【S】（2019年） - 仮面の従業員 役
- 唐人街探偵 東京MISSION 中国語: 唐人街探案3  （2021年） - 法廷警備員 小林 役
- ただ悪より救いたまえ 韓国語: 다만 악에서 구하소서      (2021年)  - 銀行員 役
- 26時13分     (2023年)  - 日比野玄太 役

### 舞台
- 『メゾンFUJIMI〜Room201億万長者と結婚する方法〜』 （2004年、銀座小劇場、笠井健夫 演出）
- 『街の音 CHAPTER2』（2007年、笠井健夫 演出）
- 『奇人怪人サンジェルマン』（2010年4月22日 - 25日、山野ホール、芳本美代子 演出）
- 『ラブ☆ガチャ Vol.2』（2011年3月31日 - 4月3日、シアターグリーン box in box THEATER、芳本美代子 演出）
- 『ラブ☆ガチャ Vol.3』（2011年9月6日 - 11日、シアターグリーン box in box THEATER、芳本美代子 演出）
- 『THE SHOW MUST GO ON（ザ・ショー・マスト・ゴー・オン）・日本版』（2011年11月、彩の国さいたま芸術劇場 大ホール、ジェローム・ベル 構成・演出）
- 『ラブ☆ガチャ DE SHOW!! in 石川』（2011年12月、日本元気劇場、芳本美代子 演出）
- 『ラブ☆ガチャ Vol.4』（2012年4月3日 - 8日、シアターグリーン box in box THEATER、芳本美代子 演出）
- 『ラブ☆ガチャ de SHOW!! in 石川』（2012年7月13日 - 16日、日本元気劇場、芳本美代子 演出）
- 『ラブ☆ガチャ Vol.5』（2012年9月11日 - 17日、シアターグリーン BASE THEATER、芳本美代子 演出）
- 『26:13』（2013年3月22日 - 24日、セントレホール）
- 『ラブ☆ガチャ Vol.6』（2013年9月10日 - 16日、シアターグリーン box in box THEATER、芳本美代子 演出）
- 『赤毛のアン』（2014年11月15日 - 16日、東京国際フォーラム　ホールC）
- 『OUR BLUE PLANET』（2015年3月、新宿文化センター）
- 『Birdbath/バードバス』（2019年6月14日 - 16日、赤坂chanceシアター）二人芝居 フランキー役

### CM
- Vodafone （現ソフトバンクモバイル） （2003年）
- au（2008年）
- ハンコヤドットコム　〜人生の節目 篇〜（2011年 - 2016年）
- ピジョン　〜マグマグ　たくさんのはじめて 篇〜（2012年 - 2013年）
- アクアクララ　ベビアクア　〜Choice! キャンペーン 篇〜（2013年）
- アクアクララ　ベビアクア（2013年 - 2021年）
- ジョージア　ヨーロピアン　〜カフェバス　篇〜（2014年 - 2015年）
- ほけんの窓口　〜おもいと向き合う仕事　篇〜（2014年 - 2015年）

### その他のTV
- CHECK TIME ぶっかけ男子（TOKYO MX 2012年12月17日・24日）
- ガチハメ 一発屋をガチドッキリにハメたらヤバかった 第4話（BeeTV 2013年2月1日 - 配信） - 仕掛け人プロデューサー役

### PV
- Rinko デビューアルバム「Naked Life」What You Gonna Do?（2014年）

### その他
- 展示映像「海を見ていた島津家と薩摩」（2005年12月 - 鹿児島県照国神社&尚古集成館） - 島津忠重 役 / ナレーション担当
- 第12回　JAPANドラッグストアショー（2012年3月、幕張メッセ）
- 第16回　国際電子出版エキスポ（2012年7月、東京ビッグサイト）
- ドラマCD ｢HOMETOWN～故郷の風～｣  (2023年5月21日 発売)   -  歩 役    主演
- ドラマCD ｢Not alone～大切なもの｣   (2023年12月3日 発売)  -  歩 役    主演